# Kamairicha
Kamairicha (釜炒り茶) är ett japanskt grönt te tillrett på kinesiskt vis, det vill säga att man wokat teet istället för att ånga det. Tebladen får torkas lite först varpå wokas i stora järnpannor omkring 300°C under konstant omrörning för att undvika att bladen bränns vid. Olika rullningstekniker ger sedan upphov till olika sorters Kamairicha.
Områden som är särskilt kända för sin Kamairichaproduktion inkluderar Sechibaru i Nagasaki och Ureshino i Saga.